# 25539 Roberthelm
25539 Roberthelm (tên chỉ định: 1999 XA159) là một tiểu hành tinh vành đai chính. Nó được phát hiện bởi dự án Nghiên cứu tiểu hành tinh gần Trái Đất Lincoln ở Socorro, New Mexico, ngày 8 tháng 12 năm 1999. Nó được đặt theo tên Robert Helm, an American educator ở Norristown, Pennsylvania.